# Neues Deutschland
Neues Deutschland (ND) (Nova Alemanya) és un diari alemany, actualment amb seu a Berlín. Durant més de quaranta anys va ser el diari oficial del Partit de la Unitat Socialista d'Alemanya (SED), que governava Alemanya Oriental (oficialment conegut com a República Democràtica Alemanya), i com a tal va servir com un dels òrgans més importants del partit i originalment tenia una postura política estalinista; va mantenir una postura marxista-leninista fins a la reunificació alemanya el 1990. El Neues Deutschland que existia a l'est d'Alemanya tenia una circulació de 1,1 milions a partir de 1989 i era la principal manera del partit comunista de mostrar als ciutadans les seves postures i opinions sobre la política, economia, etc. Neues Deutschland que existeix avui dia és un diari molt més petit, amb una circulació de 25.643 a partir de 2017. Des de 1990 el periòdic ha canviat la seva perspectiva política i ara afirma que té una postura política socialista democràtica. El diari està vinculat políticament i econòmicament a un dels seus propietaris, Die Linke, propietari de l'editorial i impremta.